# Harrodsburg
Harrodsburg és una població dels Estats Units a l'estat de Kentucky. Segons el cens del 2000 tenia 8.014 habitants.

## Demografia
Segons el cens del 2000, Harrodsburg tenia 8.014 habitants, 3.449 habitatges, i 2.234 famílies. La densitat de població era de 582,7 habitants/km².
Dels 3.449 habitatges en un 31,3% hi vivien nens de menys de 18 anys, en un 45,4% hi vivien parelles casades, en un 15,3% dones solteres, i en un 35,2% no eren unitats familiars. En el 32,1% dels habitatges hi vivien persones soles el 16,6% de les quals corresponia a persones de 65 anys o més que vivien soles. El nombre mitjà de persones vivint en cada habitatge era de 2,32 i el nombre mitjà de persones que vivien en cada família era de 2,91.
Per edats la població es repartia de la següent manera: un 25,1% tenia menys de 18 anys, un 9% entre 18 i 24, un 28,2% entre 25 i 44, un 20,9% de 45 a 60 i un 16,8% 65 anys o més.
L'edat mediana era de 36 anys. Per cada 100 dones de 18 o més anys hi havia 79,8 homes.
La renda mediana per habitatge era de 27.500 $ i la renda mediana per família de 34.503 $. Els homes tenien una renda mediana de 31.214 $ mentre que les dones 21.216 $. La renda per capita de la població era de 15.327 $. Entorn del 14,2% de les famílies i el 17,1% de la població estaven per davall del llindar de pobresa.

## Poblacions més properes
El següent diagrama mostra les poblacions més properes.